# Elezioni parlamentari in Gabon del 2018
Le elezioni parlamentari in Gabon del 2018 si tennero il 6 ottobre (primo turno) e il 27 ottobre (secondo turno) per il rinnovo dell'Assemblea nazionale.
L'esito elettorale fu invalidato in 9 collegi, nei quali le consultazioni vennero ripetute il 10 e 31 agosto 2019 (primo e secondo turno); in un ulteriore collegio si votò in seguito alle dimissioni di Emmanuel Issoze-Ngondet, nominato mediatore della Repubblica. 

## Risultati
| Liste                                       | Seggi   | Seggi    | Seggi  |
| Liste                                       | I turno | II turno | Totale |
| ------------------------------------------- | ------- | -------- | ------ |
| Partito Democratico Gabonese (PDG)          | 70      | 25       | 95     |
| I Democratici (LD)                          | 2       | 7        | 9      |
| Restaurazione dei Valori Repubblicani (RV)  | -       | 6        | 6      |
| Socialdemocratici del Gabon (SDG)           | -       | 5        | 5      |
| Raggruppamento Tradizione e Modernità (RHM) | 1       | 3        | 4      |
| Partito Socialdemocratico (PSD)             | 1       | 1        | 2      |
| Indipendenti                                | 2       | 4        | 6      |
| Altri                                       | 3       | 4        | 7      |
| Non assegnati                               | 4       | 5        | 9      |
| Totale                                      | 83      | 60       | 143    |

- L'esito elettorale fu invalidato in 9 collegi[2]: in 4 (Noya, 1°; Zadié-Mékambo, 1° e 3°; Boumi-Louétsi, 2°) vi era stata una vittoria al primo turno (3 PDG, 1 LD); in 5 (Ogoulou, 1°; Okano, 2°; Offoué-Onoye; Mouila, 1° arr.; Libreville, 6° arr./2°) si era svolto il turno di ballottaggio.
- I 10 seggi assegnati in occasione delle elezioni parlamentari parziali del 2019 (9 seggi in seguito all'annullamento del voto in altrettanti collegi, un seggio rimasto vacante con le dimissioni di Issoze-Ngondet, eletto per il PDG nel collegio di Makokou, 1° arr.) vennero così ripartiti: 3 PDG, 1 LD, 1 RV, 2 SDG, 2 RHM, 1 PSD[3].